# Cameronella apiomorphae
Cameronella apiomorphae är en stekelart som först beskrevs av Girault 1939.  Cameronella apiomorphae ingår i släktet Cameronella och familjen puppglanssteklar. Inga underarter finns listade.